# San Francisco Jaconá
San Francisco Jaconá är en ort i Mexiko.   Den ligger i kommunen Tapilula och delstaten Chiapas, i den sydöstra delen av landet, 700 km öster om huvudstaden Mexico City. San Francisco Jaconá ligger 830 meter över havet och antalet invånare är 1 323.
Terrängen runt San Francisco Jaconá är varierad. Runt San Francisco Jaconá är det ganska tätbefolkat, med 72 invånare per kvadratkilometer. Närmaste större samhälle är Tapilula, 2,2 km sydost om San Francisco Jaconá. I omgivningarna runt San Francisco Jaconá växer i huvudsak städsegrön lövskog.